# 趙賢榮
趙賢榮（： Jo Hyeon Yeong，1991年8月11日—），藝名賢榮（： Hyeon Yeong），韓國女藝人，曾錯譯為趙玹容、趙賢英、趙玹英，作曲人身份的筆名為「Heidi」，為2009年11月由DSP Media花了4年的時間培養出來的女子组合Rainbow成員，隊內擔當為主唱，同時亦為子團Rainbow Pixie、Rainbow BLAXX成員。
2016年11月12日，隨著Rainbow全體成員不再與DSP Media續約、團體活動正式結束，賢榮開始獨立發展。

## 簡歷
- 代表色為黃色、隊員中年齡最小，在歌迷間被稱為「忙內」(老么)。宿舎中與智淑同房，原本公司安排年紀較小的成員睡上鋪，因為賢榮有畏高症，便改為睡下鋪、智淑睡上鋪。
- 興趣包括聽音樂、盤索里、看電影、自拍、彈奏伽倻琴。近年除了發布自彈自唱片段，亦開始嘗試繪畫素描作品。專長除了清唱，還擅於聲彷韓國著名藝人。偶像是寶兒與Beyoncé，最愛動畫是多啦A夢及飛天小女警。性格健忘，也是成員中最晚起床，但能在三分鐘內迅速清醒。Rainbow所有成員酒量很淺，而賢榮是酒量最差的一位。有裸睡習慣，甚至在宿舎裡亦會一絲不掛，被隊員聯想起阿馬遜野人，故稱為「Supernatural」。
- 家庭成員包括父母及兄長，初中時曾經在上海留學一年半，中文說得好，但很少在鏡頭前表現出來(在沒禮貌的英愛小姐中有許多說著流利中文的鏡頭)。故此也是唯一懂得中文的成員。
- 擁有令其他成員羨慕的唱功，以聲音多樣化見稱。2010年時，由於網上流傳賢榮十多歲時，在練習生甄選時演唱Navi歌曲「I love you」音源 （页面存档备份，存于），一度成為熱話[3]。出道前在互聯網上已經比其他成員有名，曾為SM娛樂旗下「SM Academy」學生(該學院已於2013年關閉)，加入DSP成為練習生一年便正式出道。願望是未來嘗試以獨立歌手發表作品。
- 2011年，成為Rainbow首個子團「Rainbow Pixie」成員。2012年4月，因為聲帶息肉組織問題進行手術[4]，手術後6個月無法唱歌[5]。其後又因為左手臂骨折，需要打石膏。
- 2014年，由於子團Rainbow Blaxx MV「Cha Cha」，令賢榮再次受到關注，不單首次拍攝韓國版男性雜誌「Maxim」封面 （页面存档备份，存于），部份公開活動裡的性感打扮，更是傳媒報導焦點所在。同年更首度以個人身份參演劇集「宿舍房24號」，亦首度參與綜藝XTM HOMME 6.0的固定演出。同年12月16日，與成員智淑一同擔任InsiteTV網上時尚節目「Girl's Wiki」第一季的主持[6]。該年底與Sool J發行合唱曲「오빠야(Honey) （页面存档备份，存于）」。
- 2015年與成員智淑再次擔任InsiteTV網上時尚節目「Girl's Wiki」第二季的主持[6]。5月與與Sool J再次合作發行合唱曲「사랑꽃(Love Flower) （页面存档备份，存于）」。8月參與TVN《沒禮貌的英愛小姐第14季》，並演唱主題曲「향기에 취해（沉醉在香氣中）」，於劇中些許性感的破格演出使其受到關注。10月16日，韓國傳媒報導趙賢榮與相差12年的酷懶之味主唱Alex相戀。[7]同年，以賢榮為主題的西班牙脆條店開幕。
- 2016年Rainbow相隔一年後再回歸舞台，並推出迷你專輯PRISM，賢榮首次以初出道藝名「Heidi」，參與專輯新歌「Eye Contact」曲詞編唱。4月10日，賢榮考獲瑜伽導師、及孕婦瑜伽導師資格[8]。10月28日，DSP發表聲明，Rainbow全體不再續約。29日，Rainbow成員透過Instagram發佈手寫信貼圖，表達對女團解散的感想、以及感謝歌迷一直支持[9]
- 2017年，2月結束與酷懶之味主唱Alex(秋憲坤)的8個月戀情。後加入剛於2016年成立的新經紀公司Mama Creative，成為旗下演員[10]。然而在2018年2月、MAMA Creative總策劃人「徐真宇」(설성민)涉嫌財務詐騙被捕，公司也在3月終，與旗下所有藝人終止合約，賢榮除了受波及被解約，也被欠薪約七百萬韓圜。
- 同年6月，轉投Southpaw Entertainment成為旗下藝人
- 2019年末，離開Southpaw Entertainment
- 同年12月25日，STX Lionheart發放新聞稿，宣佈賢榮加入成為旗下藝人。

## 個人作品

### 原聲帶
- 2010年 KBS 月火劇《國家的呼喚》
  - 2010年5月12日發行
  - 「사랑해, 좋아해（我愛你, 喜歡你）」，合唱者：栽經
- 2011年 MBC 週末劇《愛情萬萬歲》
  - 2011年7月22日發行
  - 「갈팡질팡（猶豫不決）」，合唱者：奎利 OST Part 1
- 2014年 網路電視劇《吸血鬼之花》
  - 2014年7月10日發行
  - 「나를 너에게 줄게(I Give Myself To You) （页面存档备份，存于）」
- 2014年 KBS 劇集鋼鐵人 (電視劇)
  - 「사랑해요(I Love You)」，合唱者智淑 OST Part 2
- 2015年 TVN 長壽劇《沒禮貌的英愛小姐第14季》
  - 2015年8月11日發行
  - 「향기에 취해（沉醉在香氣中）」OST Part 1

### 音樂作品
- 2016年2月15日
  - 「Eye Contact」，收錄於第四張迷你專輯《PRISM》，賢榮採用出道前藝名「Heidi」為化名，首次包辦曲、詞、編、唱作品

### 其他歌曲
- 2014年 單曲
  - 「배반의 장미(Rose Of Betrayal)」(嚴正化舊曲翻唱版本) [11]
- 2014年 合唱單曲
  - 2014年12月29日發行
  - 「오빠야(Honey) （页面存档备份，存于）」，合唱者﹕Sool J
- 2015年 合唱單曲
  - 2015年5月7日發行
  - 「사랑꽃(Love Flower) （页面存档备份，存于）」，合唱者﹕Sool J、Feat﹕佑麗
- 2016年 合唱單曲
  - 2016年5月5日發行
  - 「Marry Me Marry yo 」，合唱者﹕金楨勳

### MV出演
- 2013年 A-Jax 《Insane （页面存档备份，存于）》

### 電視劇
- 2010年 SBS《大物》（客串）
- 2013年 MBC every1《the Dramatic》RAINBOW篇 上下集
- 2014年 MBC every1《合宿24號房》全11集 飾演 賢榮
- 2015年 TVN《沒禮貌的英愛小姐第14季》全17集 飾演 趙賢榮
- 2016年 MBN網絡劇集《Justice Team》
- 2020年 MBC every1《戀愛雖然麻煩，但更討厭孤獨！》飾演 潘曉靜

### 電影
- 2011年 《心臟跳動（朝鲜语：심장이 뛴다 (영화)）》
- 2019年 《我身體裡的那個傢伙》飾演 鄭允智

### 電台
| 日期     | 電視台 | 節目名稱           |
| 11月26日 | MBC    | 深深打破電台       |
| 12月12日 |        | Maybee提高音量電台 |
| 12月17日 | KBS    | 光輝的一生         |
| 12月18日 | SBS    | 同苦同樂電台       |
| 12月23日 | MBC    | 泰妍的親密朋友     |
| 12月26日 |        | 蘇京碩的music show |

| 日期     | 電視台 | 節目名稱           |
| 1月1日   | KBS    | Kiss The Radio     |
| 1月14日  | KBS    | 89.1電台           |
| 1月17日  | MBC    | 朴京林的星星之夜   |
| 1月18日  |        | Cultwo 電台        |
| 1月24日  | MBC    | 泰妍的親密朋友     |
| 4月9日   |        | Maybee提高音量電台 |
| 8月25日  | MBC    | 深深打破電台       |
| 8月25日  | SBS    | Young Street       |
| 8月27日  | KBS    | KISS THE RADIO     |
| 8月31日  | MBC    | 星光燦爛的夜晚     |
| 9月14日  | MBC    | 盧洪哲的親密朋友   |
| 10月27日 | MBC    | 深深打破電台       |
| 12月1日  | MBC    | 星光燦爛的夜晚     |
| 12月10日 | MBC    | 星光燦爛的夜晚     |
| 12月24日 | MBC    | 星光燦爛的夜晚     |

| 日期    | 電視台 | 節目名稱             |
| 2月8日  | KBS    | KISS THE RADIO       |
| 2月28日 | MBC    | 星光燦爛的夜晚       |
| 3月21日 | MBC    | 星光燦爛的夜晚       |
| 4月5日  | MBC    | 星光燦爛的夜晚       |
| 4月8日  | SBS    | 金希澈的YOUNG STREET |
| 4月12日 | SBS    | 金希澈的YOUNG STREET |
| 4月21日 | MBC    | 深深打破電台         |
| 5月7日  |        | TenTenClub           |
| 5月24日 | KBS    | KISS THE RADIO       |
| 7月5日  | SBS    | YOUNG STREET         |

| 日期    | 電視台 | 節目名稱       |
| 1月18日 | MBC    | 深深打破       |
| 1月20日 | SBS    | young street   |
| 1月24日 | MBC    | 星光燦爛的夜晚 |
| 1月26日 | SBS    | CALTWO秀       |

| 日期     | 電視台  | 節目名稱                 |
| 2月15日  | SBS     | young street             |
| 2月19日  |         | 正午的希望曲             |
| 2月20日  | MBC     | 星光燦爛的夜晚           |
| 2月21日  | MBC     | 深深打破電台             |
| 2月23日  | KBS     | Kiss The Radio           |
| 3月8日   | MBC     | 深深打破電台             |
| 3月18日  | MBC     | 劉世允的音樂和親密的朋友 |
| 6月11日  |         | 正午的希望曲             |
| 6月12日  | MBC     | 深深打破電台             |
| 6月15日  | KBS     | Kiss The Radio           |
| 6月22日  | MBC     | 深深打破電台             |
| 6月23日  | MBC     | 深深打破電台             |
| 6月25日  |         | 尹河星星光燦爛的夜晚     |
| 6月27日  | Arirang | sound K                  |
| 12月31日 | MBC     | 深深打破電台             |

| 日期    | 電視台 | 節目名稱                    |
| 1月24日 | SBS    | young street                |
| 2月3日  | KBS    | R CoolFM 趙正治和夏林的兩點 |
| 2月5日  | MBC    | 深深打破電台                |
| 2月7日  | SBS    | 朴素賢的愛情遊戲            |
| 2月8日  | KBS    | KISS THE RADIO              |
| 7月29日 | KBS    | 朴慶林的兩點約會            |

| 日期    | 電視台 | 節目名稱              |
| 2月5日  | KBS    | KISS THE RADIO        |
| 2月23日 |        | 張東民Lady Jane的兩點 |
| 2月26日 | MBC    | 深深打破電台          |
| 2月27日 | KBS    | KISS THE RADIO        |
| 8月21日 | KBS    | KISS THE RADIO        |

### 主持
- 110327 樂天巨人棒球隊 開訓典禮MC
- 120123 Mnet MCD 特別MC
- 140407 - 140701 XTM HOMME 6.0
- 2014 Girl's Wiki 第一季[6]
- 141230 MTV Best of the best
- 141231 MTV Best of the best
- 150101 MTV Best of the best
- 150102 MTV Best of the best
- 2015 Girl's Wiki 第二季[6]

### 平面拍攝
- 2010年1月 「ALLURE」冬季服飾平面拍攝
- 2010年3月 「VOGUE」雜誌平面拍攝
- 2011年12月 「SURE」雜誌平面拍攝
- 2013年5月 「Cuvism」雜誌平面拍攝
- 2014年3月 「Arena」雜誌平面拍攝
- 2014年3月 「MAXIM KOREA」雜誌平面拍攝
- 2014年7月 「The Big Issue」雜誌平面拍攝
- 2014年11月 「K-WAVE」雜誌平面拍攝
- 2015年3月 「THE STAR」雜誌平面拍攝
- 2015年4月 「STAR 1」雜誌平面拍攝
- 2015年10月 「THE STAR」雜誌平面拍攝

- 2015年9月 「Osen」新聞訪問平面拍攝
- 2015年9月 「Focus News」新聞訪問平面拍攝
- 2015年9月 「Starin」新聞訪問平面拍攝
- 2015年9月 「Stoo Asiae」新聞訪問平面拍攝
- 2015年9月 「Star News」新聞訪問平面拍攝
- 2015年9月 「Sports Donga」新聞訪問平面拍攝
- 2015年9月 「Poppy Entertainment」新聞訪問平面拍攝
- 2015年9月 「MBN」新聞訪問平面拍攝
- 2015年9月 「Sports Chosun」新聞訪問平面拍攝
- 2015年9月 「newspim」新聞訪問平面拍攝
- 2015年9月 「joynews24」新聞訪問平面拍攝
- 2015年9月 「TV Report」新聞訪問平面拍攝
- 2015年9月 「MyDaily」新聞訪問平面拍攝
- 2015年9月 「Sports Seoul」新聞訪問平面拍攝
- 2015年10月 「Newsen」 新聞訪問平面拍攝

## 外部連結
- 趙賢榮的X（前Twitter）
- 趙賢榮的Instagram帳戶
- 趙賢榮個人的facebook
- 趙賢榮個人的新浪微博
- 趙賢榮官方的新浪微博
- 趙賢榮個人的Youtube頻道 （页面存档备份，存于）
- 趙賢榮的Cyworld （页面存档备份，存于）